# 渐台增四
天琴座λ，又名BD+31 3424，HD 176670、SAO 67682、HR 7192，是天琴座的一颗恒星，视星等为4.93，位于銀經62.91，銀緯12.38，其B1900.0坐标为赤經18h 56m 14.4s，赤緯+32° 12.38′ 20″。该星是一个橙红色亮巨星，距离我们1550光年。绝对星等为-3.7.总的辐射能量预计为太阳的8000倍，该星表面温度为4250K，远低于太阳，因此该星之所以有如此高的亮度均得益于巨大的体积。该星的直径为太阳的170倍，根据光度推算其质量为8个太阳质量。